# Żurawie Bagno Sławskie
Żurawie Bagno Sławskie este o arie protejată (sit de importanță comunitară — SCI) din Polonia întinsă pe o suprafață de 41,7 ha, integral pe uscat.

## Localizare
Centrul sitului Żurawie Bagno Sławskie este situat la coordonatele 51°54′16″N 15°59′08″E / 51.9044°N 15.9856°E.

## Înființare
Situl Żurawie Bagno Sławskie a fost declarat sit de importanță comunitară în octombrie 2009 pentru a proteja 1 specie de plante.

## Biodiversitate
Situată în ecoregiunea continentală, aria protejată conține 1 habitat natural: Mlaștini alcaline.
La baza desemnării sitului se află o specie protejată de  plante: moșișoare (Liparis loeselii).